# Honda Indy 200 de 2011
O Honda Indy 200 de 2011 foi a décima primeira corrida da temporada de 2011 da IndyCar Series. A corrida foi disputada no dia 7 de agosto no Mid-Ohio Sports Car Course, localizado na cidade de Lexington, Ohio. O vencedor foi o neozelandês Scott Dixon, da equipe Chip Ganassi.

## Pilotos e Equipes
| Nº | Piloto                 | Equipe                       | Chassis | Motor | Pneu |
| -- | ---------------------- | ---------------------------- | ------- | ----- | ---- |
| 2  | Oriol Servià           | Newman/Haas Racing           | Dallara | Honda | F    |
| 3  | Hélio Castroneves      | Team Penske                  | Dallara | Honda | F    |
| 4  | J. R. Hildebrand (R)   | Panther Racing               | Dallara | Honda | F    |
| 5  | Takuma Sato            | KV Racing Technology - Lotus | Dallara | Honda | F    |
| 6  | Ryan Briscoe           | Team Penske                  | Dallara | Honda | F    |
| 06 | James Hinchcliffe (R)  | Newman/Haas Racing           | Dallara | Honda | F    |
| 7  | Danica Patrick         | Andretti Autosport           | Dallara | Honda | F    |
| 8  | Paul Tracy             | Dragon Racing                | Dallara | Honda | F    |
| 9  | Scott Dixon            | Chip Ganassi Racing          | Dallara | Honda | F    |
| 10 | Dario Franchitti       | Chip Ganassi Racing          | Dallara | Honda | F    |
| 12 | Will Power             | Team Penske                  | Dallara | Honda | F    |
| 14 | Vitor Meira            | A. J. Foyt Enterprises       | Dallara | Honda | F    |
| 17 | Martin Plowman (R)     | Sam Schmidt Motorsports      | Dallara | Honda | F    |
| 18 | James Jakes (R)        | Dale Coyne Racing            | Dallara | Honda | F    |
| 19 | Sebastien Bourdais     | Dale Coyne Racing            | Dallara | Honda | F    |
| 22 | Justin Wilson[N1]      | Dreyer & Reinbold Racing     | Dallara | Honda | F    |
| 22 | Simon Pagenaud (R)[N1] | Dreyer & Reinbold Racing     | Dallara | Honda | F    |
| 24 | Ana Beatriz (R)        | Dreyer & Reinbold Racing     | Dallara | Honda | F    |
| 26 | Marco Andretti         | Andretti Autosport           | Dallara | Honda | F    |
| 27 | Mike Conway            | Andretti Autosport           | Dallara | Honda | F    |
| 28 | Ryan Hunter-Reay       | Andretti Autosport           | Dallara | Honda | F    |
| 34 | Sebastian Saavedra (R) | Conquest Racing              | Dallara | Honda | F    |
| 38 | Graham Rahal           | Chip Ganassi Racing          | Dallara | Honda | F    |
| 59 | E. J. Viso             | KV Racing Technology - Lotus | Dallara | Honda | F    |
| 67 | Ed Carpenter           | Sarah Fisher Racing          | Dallara | Honda | F    |
| 77 | Alex Tagliani          | Sam Schmidt Motorsports      | Dallara | Honda | F    |
| 78 | Simona de Silvestro    | HVM Racing                   | Dallara | Honda | F    |
| 82 | Tony Kanaan            | KV Racing Technology - Lotus | Dallara | Honda | F    |
| 83 | Charlie Kimball (R)    | Chip Ganassi Racing          | Dallara | Honda | F    |

- (R) - Rookie

- N1 ↑ a b Ryan Hunter-Reay se lesionou durante os treinos livre no sábado. Simon Pagenaud substituiu o piloto norte-americano em Mid-Ohio.[2]

## Resultados

### Treino classificatório
| Pos. | Nº | Piloto                 | Equipe                       | Q1        | Q1        | Q2        | Q3        |
| Pos. | Nº | Piloto                 | Equipe                       | Grupo 1   | Grupo 2   | Q2        | Q3        |
| ---- | -- | ---------------------- | ---------------------------- | --------- | --------- | --------- | --------- |
| 1    | 9  | Scott Dixon            | Chip Ganassi Racing          |           | 1:08.1442 | 1:07.8370 | 1:08.0776 |
| 2    | 6  | Ryan Briscoe           | Team Penske                  |           | 1:08.6582 | 1:08.4324 | 1:08.3359 |
| 3    | 10 | Dario Franchitti       | Chip Ganassi Racing          |           | 1:08.4117 | 1:08.1540 | 1:08.4016 |
| 4    | 12 | Will Power             | Team Penske                  | 1:08.7105 |           | 1:08.3851 | 1:08.4212 |
| 5    | 28 | Ryan Hunter-Reay       | Andretti Autosport           | 1:08.6969 |           | 1:08.1706 | 1:08.5796 |
| 6    | 38 | Graham Rahal           | Chip Ganassi Racing          |           | 1:08.6175 | 1:08.2534 | 1:08.7423 |
| 7    | 06 | James Hinchcliffe (R)  | Newman/Haas Racing           | 1:09.1473 |           | 1:08.7701 |           |
| 8    | 77 | Alex Tagliani          | Sam Schmidt Motorsports      | 1:09.3403 |           | 1:08.8412 |           |
| 9    | 5  | Takuma Sato            | KV Racing Technology - Lotus |           | 1:08.8647 | 1:08.8653 |           |
| 10   | 83 | Charlie Kimball (R)    | Chip Ganassi Racing          | 1:09.0492 |           | 1:08.8665 |           |
| 11   | 19 | Sebastien Bourdais     | Dale Coyne Racing            | 1:09.2547 |           | 1:08.9115 |           |
| 12   | 59 | E. J. Viso             | KV Racing Technology - Lotus |           | 1:09.1943 | 1:08.9427 |           |
| 13   | 4  | J. R. Hildebrand (R)   | Panther Racing               | 1:09.4161 |           |           |           |
| 14   | 78 | Simona de Silvestro    | HVM Racing                   |           | 1:09.3009 |           |           |
| 15   | 3  | Hélio Castroneves      | Team Penske                  |           | 1:09.4369 |           |           |
| 16   | 82 | Tony Kanaan            | KV Racing Technology - Lotus |           | 1:09.3013 |           |           |
| 17   | 27 | Mike Conway            | Andretti Autosport           | 1:09.4904 |           |           |           |
| 18   | 2  | Oriol Servià           | Newman/Haas Racing           |           | 1:09.4935 |           |           |
| 19   | 26 | Marco Andretti         | Andretti Autosport           | 1:19.6204 |           |           |           |
| 20   | 14 | Vitor Meira            | A. J. Foyt Enterprises       |           | 1:09.6061 |           |           |
| 21   | 22 | Simon Pagenaud (R)     | Dreyer & Reinbold Racing     |           | 1:09.3851 |           |           |
| 22   | 34 | Sebastian Saavedra (R) | Conquest Racing              |           | 1:09.7105 |           |           |
| 23   | 7  | Danica Patrick         | Andretti Autosport           | 1:10.2166 |           |           |           |
| 24   | 18 | James Jakes (R)        | Dale Coyne Racing            |           | 1:09.8061 |           |           |
| 25   | 24 | Ana Beatriz (R)        | Dreyer & Reinbold Racing     | 1:10.4537 |           |           |           |
| 26   | 17 | Martin Plowman (R)     | Sam Schmidt Motorsports      |           | 1:10.2533 |           |           |
| 27   | 67 | Ed Carpenter           | Sarah Fisher Racing          |           | 1:12.3720 |           |           |

- (R) - Rookie

### Corrida
| Pos                        | Nº | Piloto                 | Equipe                       | Voltas | Tempo        | Largada | Voltas na Liderança | Pontos |
| -------------------------- | -- | ---------------------- | ---------------------------- | ------ | ------------ | ------- | ------------------- | ------ |
| 1                          | 9  | Scott Dixon            | Chip Ganassi Racing          | 85     | 1:48:46.9509 | 1       | 53                  | 53     |
| 2                          | 10 | Dario Franchitti       | Chip Ganassi Racing          | 85     | +7.6508      | 3       | 4                   | 40     |
| 3                          | 28 | Ryan Hunter-Reay       | Andretti Autosport           | 85     | +9.0784      | 5       | 0                   | 35     |
| 4                          | 5  | Takuma Sato            | KV Racing Technology - Lotus | 85     | +12.3062     | 9       | 0                   | 32     |
| 5                          | 82 | Tony Kanaan            | KV Racing Technology - Lotus | 85     | +19.9748     | 16      | 0                   | 30     |
| 6                          | 77 | Alex Tagliani          | Sam Schmidt Motorsports      | 85     | +20.6267     | 8       | 0                   | 28     |
| 7                          | 26 | Marco Andretti         | Andretti Autosport           | 85     | +20.9094     | 19      | 0                   | 26     |
| 8                          | 2  | Oriol Servià           | Newman/Haas Racing           | 85     | +23.0252     | 20      | 0                   | 24     |
| 9                          | 19 | Sebastien Bourdais     | Dale Coyne Racing            | 85     | +23.6411     | 11      | 0                   | 22     |
| 10                         | 14 | Vitor Meira            | A.J. Foyt Enterprises        | 85     | +26.2582     | 21      | 0                   | 20     |
| 11                         | 83 | Charlie Kimball (R)    | Chip Ganassi Racing          | 85     | +27.4552     | 10      | 0                   | 19     |
| 12                         | 78 | Simona de Silvestro    | HVM Racing                   | 85     | +29.0438     | 14      | 0                   | 18     |
| 13                         | 22 | Simon Pagenaud (R)     | Dreyer & Reinbold Racing     | 85     | +29.7880     | 18      | 0                   | 17     |
| 14                         | 12 | Will Power             | Team Penske                  | 85     | +42.5675     | 4       | 2                   | 16     |
| 15                         | 59 | E. J. Viso             | KV Racing Technology - Lotus | 85     | +45.3255     | 12      | 0                   | 15     |
| 16                         | 6  | Ryan Briscoe           | Team Penske                  | 85     | +45.7141     | 2       | 0                   | 14     |
| 17                         | 24 | Ana Beatriz (R)        | Dreyer & Reinbold Racing     | 85     | +47.0943     | 25      | 0                   | 13     |
| 18                         | 17 | Martin Plowman (R)     | Sam Schmidt Motorsports      | 85     | +48.3700     | 26      | 0                   | 12     |
| 19                         | 3  | Hélio Castroneves      | Team Penske                  | 85     | +48.8679     | 15      | 0                   | 12     |
| 20                         | 06 | James Hinchcliffe (R)  | Newman/Haas Racing           | 85     | +49.4093     | 7       | 26                  | 12     |
| 21                         | 7  | Danica Patrick         | Andretti Autosport           | 85     | +59.9851     | 23      | 3                   | 12     |
| 22                         | 67 | Ed Carpenter           | Sarah Fisher Racing          | 85     | +1:09.2913   | 27      | 0                   | 12     |
| 23                         | 18 | James Jakes (R)        | Dale Coyne Racing            | 85     | +1:09.5303   | 24      | 0                   | 12     |
| 24                         | 38 | Graham Rahal           | Chip Ganassi Racing          | 83     | +2 voltas    | 6       | 0                   | 12     |
| 25                         | 4  | J. R. Hildebrand (R)   | Panther Racing               | 81     | +4 voltas    | 13      | 0                   | 10     |
| 26                         | 27 | Mike Conway            | Andretti Autosport           | 63     | Mecânico     | 17      | 0                   | 10     |
| 27                         | 34 | Sebastian Saavedra (R) | Conquest Racing              | 20     | Contato      | 22      | 0                   | 10     |
| Relatório[ligação inativa] |    |                        |                              |        |              |         |                     |        |

- (R) - Rookie

## Tabela do campeonato após a corrida
Observe que somente as dez primeiras posições estão incluídas na tabela.
| Pos | Var     | Piloto           | Pontos |
| --- | ------- | ---------------- | ------ |
| 1   | Estável | Dario Franchitti | 428    |
| 2   | Estável | Will Power       | 366    |
| 3   | Estável | Scott Dixon      | 335    |
| 4   | Estável | Tony Kanaan      | 270    |
| 5   | Estável | Oriol Servià     | 246    |

| Pos | Var     | Piloto               | Pontos |
| --- | ------- | -------------------- | ------ |
| 6   | Aumento | Marco Andretti       | 258    |
| 7   | Baixa   | Ryan Briscoe         | 253    |
| 8   | Estável | Graham Rahal         | 230    |
| 9   | Estável | Hélio Castroneves    | 224    |
| 10  | Estável | J. R. Hildebrand (R) | 222    |